# Джердантон
Дже́рдантон (англ. Jourdanton) — город в США, расположенный в южной части штата Техас, административный центр округа Атаскоса. По данным переписи за 2010 год число жителей составляло 3871 человек, по оценке Бюро переписи США в 2016 году в городе проживало 4327 человек.

## История
Джердантон был создан как планируемая станция на железной дороге Artesian Belt Railroad в сентябре 1909 года и назван в честь Джердана Кэмпбелла. Жители города собрали дополнительные 50 000 долларов за проведение линии железной дороги через город. К 1914 году в городе были проведены телефонная связь, электричество, работали хлопкоочистительный станок, мельница и система общественных школ. Вскоре появилось несколько церквей, две гостиницы, начался выпуск первой еженедельной газеты Atascosa Monitor. В 1942 году рядом с Джердантоном было открыто нефтяное месторождение, и это повлекло рост города. В 1956 году был построен госпиталь, его детское отделение было достроено в 1960 году. Железная дорога закрылась в 1960-х годах, однако это не помешало городу продолжить рост. Основные доходы городу приносят добыча и переработка газа, нефти и бурого угля.

## География
Джердантон находится в центральной части округа, его координаты: 28°54′49″ с. ш. 98°32′28″ з. д..
Согласно данным бюро переписи США, площадь города составляет около 9,1 км², практически полностью занятых сушей.

### Климат
Согласно классификации климатов Кёппена, в Джердантоне преобладает влажный субтропический климат (Cfa).
| Показатель                | Янв.  | Фев. | Март | Апр. | Май  | Июнь | Июль | Авг. | Сен. | Окт. | Нояб. | Дек. | Год   |
| ------------------------- | ----- | ---- | ---- | ---- | ---- | ---- | ---- | ---- | ---- | ---- | ----- | ---- | ----- |
| Абсолютный максимум, °C   | 28,9  | 32,8 | 34,4 | 38,9 | 40   | 40   | 42,8 | 45   | 39,4 | 38,9 | 30    | 28,9 | 45    |
| Средний максимум, °C      | 15,6  | 19,7 | 24,4 | 27,8 | 30,3 | 34,7 | 36,8 | 38,1 | 35,2 | 29,5 | 24,2  | 17,6 | 27,8  |
| Средняя температура, °C   | 9,9   | 13,7 | 17,4 | 20,9 | 24,4 | 27,9 | 29,6 | 30,3 | 27,3 | 20,9 | 17,4  | 11,7 | 20,9  |
| Средний минимум, °C       | 4,3   | 7,6  | 10,6 | 13,9 | 18,5 | 21,1 | 22,4 | 22,6 | 19,4 | 12,3 | 10,7  | 5,8  | 14,1  |
| Абсолютный минимум, °C    | −10,6 | −4,4 | −2,2 | 5,6  | 7,2  | 15,6 | 20   | 20   | 11,7 | −1,7 | 1,1   | −7,2 | −10,6 |
| Норма осадков, мм         | 36    | 43   | 35   | 62   | 82   | 77   | 52   | 57   | 80   | 73   | 44    | 35   | 676   |
| Источник: weatherbase.com |       |      |      |      |      |      |      |      |      |      |       |      |       |

## Население
Согласно переписи населения 2010 года в городе проживал 3871 человек, было 1364 домохозяйства и 964 семьи. Расовый состав города: 87,1 % — белые, 0,5 % — афроамериканцы, 0,7 % —
коренные жители США, 0,3 % — азиаты, 0 % — жители Гавайев или Океании, 8,8 % — другие расы, 2,6 % — две и более расы. Число испаноязычных жителей любых рас составило 54,8 %.
Из 1364 домохозяйств, в 39,3 % живут дети младше 18 лет. 48,3 % домохозяйств представляли собой совместно проживающие супружеские пары (22 % с детьми младше 18 лет), в 15,8 % домохозяйств женщины проживали без мужей, в 6,5 %
домохозяйств мужчины проживали без жён, 29,3 % домохозяйств не являлись семьями. В 25,4 % домохозяйств проживал только один человек, 13,4 % составляли одинокие пожилые люди (старше 65 лет). Средний размер домохозяйства составлял 2,79 человека. Средний размер семьи — 3,34 человека.
Население города по возрастному диапазону распределилось следующим образом: 30,9 % — жители младше 20 лет, 24,6 % находятся в возрасте от 20 до 39, 29,6 % — от 40 до 64, 14,9 % — 65 лет и старше. Средний возраст составляет 35,7 года.
Согласно данным опросов пяти лет с 2012 по 2016 годы, медианный доход домохозяйства в Джердантоне составляет 59 833 доллара США в год, медианный доход семьи — 71 250 долларов. Доход на душу населения в городе составляет 23 999 долларов. Около 4,8 % семей и 8,3 % населения находятся за чертой бедности. В том числе 8,6 % в возрасте до 18 лет и 16,1 % старше 65 лет.

## Местное управление
Управление городом осуществляется мэром и городским советом, состоящим из 5 человек. Члены совета избирают из своего состава заместителя мэра.
Другой важной должностью, на которую происходит наём сотрудников, является должность городского секретаря.

## Инфраструктура и транспорт
Основными автомагистралями, проходящими через Джердантон, являются:
- автомагистраль 16 штата Техас идёт с севера от Сан-Антонио на юг к Тилдену.
- автомагистраль 97 штата Техас идёт с северо-востока от Флоресвилла на юго-запад к Коталле.
- автомагистраль 173 штата Техас начинается в Джердантоне и идёт на северо-запад к Хондо.

Ближайшим аэропортом, выполняющим коммерческие рейсы, является международный аэропорт Сан-Антонио. Аэропорт находится примерно в 75 километрах к северу от Джердантона.

## Образование
Город обслуживается независимым школьным округом Джердантон.

## Экономика
Согласно аудиту города на 2016 финансовый год, Джердантон владел активами на $30,38 млн, долговые обязательства города составляли $16,79 млн. Доходы города составили $6,85 млн, расходы города — $5,39 млн.